# باشگاه ورزشی چیتا دی پونتدرا
باشگاه ورزشی چیتا دی پونتدرا (انگلیسی: US Città di Pontedera) یک باشگاه فوتبال مستقر در پونتدرا، ایتالیا است که در حال حاضر در سری سی ایتالیا، سومین سطح لیگ فوتبال در این کشور به فعالیت می‌پردازد.
آن‌ها بازی‌های خانگی خود را در ورزشگاه اتوره مانوچی، مستقر در پونتدرا انجام می‌دهند که به اندازه ۵۰۱۴ صندلی گنجایش پذیرش تماشاگر دارد.

## تاریخچه
پونتدرا که در سال ۱۹۱۲ تأسیس شد، تیمی از شهری در ناحیه پیزا است که سال‌ها در سری سی بازی کرد بدون اینکه هرگز موفق به صعود به سری بی شود.
پس از مدتی، به باشگاه اجازه استفاده از زمین دیگری در ویا دانته داده شد. از آنجا، داستان جدیدی با یک پیراهن سیاه و سفید جدید شروع شد که تا سال ۱۹۲۸ رسمی بود، سالی که در آن پیراهن گارنت به تصویب رسید، که تا امروز نماد آن‌ها بوده است. پس از آن سازه‌ای که رویدادهای فوتبالی متعددی که در طول زمان در آن اتفاق افتاد، به باشگاه اهدا شد: کمپ پلیسپورتیوو مارکونچینی.
برای ایجاد جهش بیشتر در کیفیت، شهرداری استادیوم اتوره مأنوسی را ساخت، یک سازه چند منظوره و به خوبی سازماندهی شده که صحنه رویدادهای ورزشی با اهمیت قابل توجهی بود، مانند برخی از مسابقات تورنمنت ویارجو. این استادیوم، پس از استادیوم شهرداری جدید، در مه ۱۹۶۹ افتتاح شد و از فصل ۱۹۶۹/۷۰ مورد استفاده قرار گرفت.
در فصل ۱۹۹۳/۱۹۹۴، کسب مقام دوم در سری C2/B به پونتدرا اجازه داد تا به سری C1 صعود کند: در آن فصل، این تیم به خاطر اینکه به مدت طولانی تنها تیم بدون شکست در تمام لیگ‌های حرفه‌ای ایتالیا بود و همچنین به خاطر پیروزی شگفت‌انگیز ۲–۱ بر تیم ملی فوتبال ایتالیا تحت سرمربیگری آریگو ساکی در یک بازی دوستانه که در آوریل ۱۹۹۴ برگزار شد، شناخته شد. پونتدرا فقط در فصل ۱۹۹۴/۱۹۹۵ در سری C1 بازی کرد و در سال ۲۰۰۱ به سری دی و در سال ۲۰۰۲ به اچلنتسا سقوط کرد. پونتدرا در سال ۲۰۰۵ پس از قهرمانی در گروه خودش از اچلنتسا، خود به سری دی بازگشت.
در سال ۲۰۰۶، مائوریزیو میان، کنترل موقتی بر پونتدرا داشت. یک پورن استار به نام ایلونا استالر ("چیچیولینا") به عنوان "مادرخوانده" باشگاه منصوب شد، در حالی که یک بازیگر پورن دیگر به نام والنتین دمی به عنوان یکی از سه رئیس باشگاه به همراه یک رقصنده لهستانی به نام کارولچیا و یک رپر بریتانیایی به نام پرویدیگال۱ خدمت کردند. این انتصابات، به دیدگاه‌های لیبرترینیسم چپ میان در مورد حقوق باروری و حضور آینده‌اش در انتخابات عمومی ایتالیا ۲۰۰۶ مربوط می‌شد.
مارچلو لیپی، سرمربی تیم ملی ایتالیا و قهرمان جام جهانی در جام جهانی فوتبال ۲۰۰۶، حرفه مربیگری خود را به عنوان سرمربی پونتدرا در سال‌های ۱۹۸۵–۱۹۸۶ آغاز کرد.

### سری دی؛ ۲۰۱۱–۲۰۱۰
در پایان فصل ۲۰۱۰–۱۱ سری دی، پونتدرا به پلی‌آف سری دی برای صعود به لیگا پرو دوم دست یافت، اما در دور سوم حذف شد.

### بازگشت به حرفه‌ای بودن
در فصل ۲۰۱۲–۱۳ لیگا پرو دوم، پونتدرا در گروه بی مقام دوم را کسب کرد و به لیگا پرو اول صعود کرد. این دومین صعود متوالی برای این تیم بود. فصل ۲۰۱۳–۱۴ شاهد صدرنشینی پونتدرا در جدول لیگا پرو اول در هفته‌های ابتدایی فصل بود و سپس فصل را در مقام هشتم به پایان رساند و بدین ترتیب به پلی‌آف صعود به سری بی راه یافت، اما در دور اول به لچه در ضربات پنالتی باخت.

## رنگ‌ها و نشان
رنگ‌های آن تماماً قرمز تیره است.